# Семмі Ханратті
Саманта Лінн 'Семмі' Ханратті (англ. Sammi Hanratty, народ. 20 вересня 1995) — американська акторка та співачка.
У 2007 вона почала акторську кар'єру, роллю юної Шарлотти 'Чак' Чарльз у детективному серіалі з елементами фентезі Живий за викликом. Свою першу провідну в 2009 (Крісс Максвелл) виконала в сімейній драмі Марти Кулідж Крісса не здається. В даний час виступає як амбасадорка StarPower у Дитячому зірковому фонді.

## Співачка
Народилася в Скоттсдейлі, штат Аризона, Семмі — молодша з п'яти сестер в сім'ї, одна з яких, Деніель, також акторка. В 1997 Ханратті переїхала в Лос-Анджелес. У 2001 її матір зв'язалася з агентом, завдяки якому Семмі з'явилася в рекламних роликах Oil of Olay. Крім цього, дівчинка знялася в рекламі Pringles, двох комерційних роликах, які закріпили за нею прізвисько Pringles Girl. Вона випустила свій перший сингл під назвою Finally a Teen, скориставшись YouTube.

## Акторка
Семмі зіграла в низці фільмів і телевізійних серіалів, у тому числі в теледрамі Привіт, сестра, прощай, життя, 2006 році, розділивши знімальний майданчик з Лейсі Шебер. У цьому ж році протягом другого і третього сезонів серіалу Всі тип-топ, або життя Зака і Коді, Ханратті грала Холлі, дівчинку, чий шахрай-батько зупинився біля Тіптон.
У 2007 Ханратті стала учасницею міні-серіалу Приреченість про мандрівників, які стали бранцями одержимого демонами маніяка; і отримала невелику роль — 'Британської дівчинки' — в кінофільмі Пірати Карибського моря: Скриня мерця. Разом зі своєю сестрою Деніель Саманта зіграла в екшн-серіалі Загін Антитерор. Її також можна побачити в сімейній комедії Санта Клаус 3, де Ханратті виконала роль Гленди.
Акторка знялася відразу в трьох проєктах у 2010 році: Джек і бобове стебло, Крах і Чари. У 2011 році отримала провідну роль в пригодницькій картині Молодість Уїтні Браун. Найсвіжіший фільм з її участю, Amazing Love режисера Кевіна Даунса, планувався до виходу в 2012 році.